# Дюшенея
Дюшенея (лат. Duchesnea) — род травянистых растений семейства Розовые (Rosaceae), распространенный в умеренных и тропических регионах Восточной и Южной Азии.

## Таксономия
Род назван в честь французского ботаника Антуана Николя Дюшена.
Duchesnea Sm., Trans. Linn. Soc. London 10 (2): 372 (1811).

### Синонимы
- Potentilla sect. Duchesnea (Sm.) Dikshit & Panigrahi (1985)
- Potentilla subg. Duchesnea (Sm.) M.Shah & Wilcock (1993)

### Виды
По информации базы данных The Plant List, род включает 2 вида:
- Duchesnea chrysantha (Zoll. & Moritzi) Miq. (1855)
- Duchesnea indica (Andrews) Teschem. (1835) — Дюшенея индийская

Описан гибрид между видами: Duchesnea ×hara-kurosawae Naruh. & M.Sugim. (1986).